# Ordentliches Genossenschaftsmitglied
Ein ordentliches Genossenschaftsmitglied ist eine natürliche oder juristische Person des privaten oder öffentlichen Rechts, das als Mitglied an der Gründung einer Genossenschaft teilnimmt oder später in eine bestehende Genossenschaft durch eine schriftliche Beitrittserklärung eintritt und die Förderleistung der Genossenschaft in Anspruch nehmen möchte. Bei einer Genossenschaftsmitgliedschaft handelt es sich um eine unternehmerische Beteiligung. Genossenschaften wurden ins Leben gerufen, um ein gemeinsames Ziel mit einer Interessengemeinschaft besser erreichen zu können. Friedrich Wilhelm Raiffeisen gab diesen Grundgedanken in seinem berühmtesten Zitat "Was einer nicht schafft, das schaffen viele.", wieder. Neben dem ordentlichen Genossenschaftsmitglied gibt es das investierte Genossenschaftsmitglied.

## Beitritt
Der Beitritt in die Genossenschaft erfolgt mit einer schriftlichen Beitrittserklärung. Mit der Aufnahme des Mitgliedes in die Mitgliederliste erfolgt die Zulassung durch den Vorstand. Die Zulassung kann konkludent erfolgen. Vor Unterzeichnung der Beitrittserklärung muss die Satzung der Genossenschaft ausgehändigt oder zur Verfügung gestellt werden, z. B. online auf der Homepage der Genossenschaft.
Mit dem Beitritt erwirbt das Mitglied einen oder mehrere Anteile an der Genossenschaft. Die gezeichneten Anteile müssen sofort und unbedingt einbezahlt werden, diese Pflicht wird als Einlagepflicht bezeichnet. Die Einlagepflicht bei einer Genossenschaft ist gleichzusetzen mit der Einlagepflicht bei einer Gesellschaft mit beschränkter Haftung (GmbH), die in § 19 GmbHG verankert ist. Weil im Genossenschaftsgesetz kein eindeutiges Verbot einer Ratenzahlung aufgeführt ist, kann laut Bundesgerichtshof vom Vorstand eine Ratenzahlung auf die Anteile gewährt werden, wenn diese Möglichkeit in der Satzung der Genossenschaft verankert ist und die Höhe der Rate eine Erfüllung der Einlagepflicht gewährleistet.
Das Rechtsverhältnis zwischen Genossenschaft und dem Mitglied wird in der Satzung der Genossenschaft geregelt. Gültigkeit für einen Rechtsakt hat immer die Satzung, welche zum Zeitpunkt der Ausübung beim Genossenschaftsregister hinterlegt ist.

## Beendigung der Mitgliedschaft

### Kündigung
Mitglieder können ihre Mitgliedschaft in Schriftform immer zum Geschäftsjahresende kündigen. Die Kündigungsfrist, welche mit dem Eingang der schriftlichen Kündigung beginnt, wird in der Satzung festgelegt und kann 3 Monate bis maximal 5 Jahre betragen. Sind drei Viertel der Mitglieder Unternehmer nach § 14 BGB, kann die Kündigungsfrist auf bis zu 10 Jahre angehoben werden.
Ist in der Satzung eine Kündigungsfrist von mehr als 2 Jahren verankert, kann ein Mitglied zu jedem Geschäftsjahresende kündigen, wenn es nachweisen kann, dass ein Verbleib in der Genossenschaft aufgrund von persönlichen oder wirtschaftlichen Gründen nicht tragbar und zumutbar ist.
Mitglieder haben ein außerordentliches Kündigungsrecht, wenn sie zur Generalversammlung nicht zugelassen wurden oder die Aufnahme eines Beschlusswiderspruches verweigert wird.
Ein Insolvenzverwalter des Mitglieds kann die vorstehenden Kündigungsrechte ausüben. Gläubiger, die das Vermögen des Mitgliedes pfändeten, können die vorstehenden Kündigungsrechte ausüben, wenn nachgewiesen werden kann, dass eine Zwangsvollstreckung in den letzten sechs Monaten keinen Erfolg hatte. In einer Wohnungsgenossenschaft kann unter bestimmten Voraussetzungen das Kündigungsrecht des Insolvenzverwalters oder eines Gläubigers ausgeschlossen werden.:

### Tod einer natürlichen Person oder Auflösung einer juristischen Person
Verstirbt ein Mitglied, endet die Mitgliedschaft zum Geschäftsjahresende, in dem das Mitglied verstorben ist.
Wird eine juristische Person aufgelöst, erlischt die Mitgliedschaft zum Geschäftsjahresende der Auflösung.

### Übertragung
Überträgt ein Mitglied alle Genossenschaftsanteil auf eine andere Person, so scheidet es zum Geschäftsjahresende, in welchem die Anteile übertragen wurden, aus.

### Ausschluss
Liegen Pflichtverletzungen des Mitgliedes vor, so kann der Vorstand das Mitglied zum Geschäftsjahresende ausschließen. Ein Ausschluss ist anzukündigen, so dass das Mitglied sich im Vorfeld dazu äußern kann. Hält die Genossenschaft weiterhin an dem Ausschlussverfahren fest, ist der Ausschließungsbeschluss als eingeschriebener Brief zuzustellen. Gegen den Ausschließungsbeschluss kann Berufung eingelegt werden. Ausschlussgründe sind,
- Die Verletzung einer Satzungspflicht.
- Schuldhaftes oder unzumutbares Verhalten, das den Förderzweck verletzt.
- Verhalten, das das Ansehen der Genossenschaft schädigt.
- Nichterfüllung der Einlagepflicht nach § 7 GenG.
- Insolvenz des Mitgliedes.
- Wenn das Mitglied unbekannt verzieht und der Aufenthalt länger als 1 Jahr unbekannt ist.

### Aufhebungsvereinbarung
Das Genossenschaftsgesetz lässt es nicht zu, dass gezeichnete Genossenschaftsanteile erlassen werden. Ist die Weiterführung der Mitgliedschaft dem Mitglied nicht zumutbar oder ist die Beitreibung der Einlagepflicht wirtschaftlich unrentabel, so kann der Vorstand laut Bundesgerichtshof dem Mitglied eine schriftliche Aufhebungsvereinbarung anbieten, in welcher auf die Einlagepflicht verzichtet wird und man die Mitgliedschaft zum Geschäftsjahresende auflöst. Eine Aufhebungsvereinbarung kann nur dann geschlossen werden, wenn die Genossenschaftssatzung eine solche Möglichkeit vorsieht.

### Auszahlung
Wird die Mitgliedschaft beendet, hat ein jedes Mitglied einen Anspruch auf Auseinandersetzung. Bei der Auseinandersetzung wird das Geschäftsguthaben (Zahlungen auf die Genossenschaftsanteile) gemindert um Verlustanteile, und Gewinnanteile werden hinzugerechnet. Übersteigen die Verlustanteile das Geschäftsguthaben, kann die Auseinandersetzung negativ ausfallen und das Mitglied ist zur Zahlung an die Genossenschaft verpflichtet (Nachschusspflicht). Diese Nachschusspflicht kann in der Satzung ausgeschlossen werden.
Eine Auseinandersetzung hat frühesten im sechsten Monat des Folgejahres nach Ausscheiden des Mitgliedes und spätestens mit der Bilanzerstellung für das Geschäftsjahr, zu welchem das Mitglied ausgeschieden ist, zu erfolgen.

## Staatliche Förderungen
Vermögenswirksame Leistungen, die auf einen Genossenschaftsanteil einbezahlt werden, können unter bestimmten Voraussetzungen mit der Arbeitnehmersparzulage gefördert werden. Zahlungen, die auf Anteile einer Bau- oder Wohnungsgenossenschaft fließen, können bei Erfüllung der Voraussetzungen mit der Wohnungsbauprämie gefördert werden.